# Monarque de Ponapé
Myiagra pluto
Espèce
Statut de conservation UICN

 LC  : Préoccupation mineure
Le Monarque de Ponapé (Myiagra pluto) est une espèce d'oiseau de la famille des Monarchidae.

## Répartition
Il est endémique de Pohnpei aux États fédérés de Micronésie.

## Publications originales
- Finsch, 1876 : Characters of six new Polynesian birds in the Museum Godeffroy at Hamburg. Proceedings of the Zoological Society of London, vol. 1875, p. 642-644.